# 魯麟
魯麟，大同府大同縣人，祖籍甘肅永登(河橋驛、西大通堡)，明朝軍事將領，魯鑑之子。
魯麟早年隨父參戰，由甘肅參將擢左副總兵。最初為遊擊時，寇入永昌，委罪副將陶禎。后監察御史檢舉，當戍邊，但貶一秩。之後擔任副將，調韋州禦寇，因寇軍強大，遣都指揮楊琳到孔壩溝計劃合擊，后楊琳軍敗，因不救魯麟被彈劾。魯麟自訴，止停俸二月。之後請求召其子魯經歸治，明孝宗依劉大夏進言，批准。明武宗繼位后，甘肅巡撫畢亨舉薦魯經及魯麟謀勇，令率所部協戰守。正德二年，封以為都指揮僉事。麟死後，贈都督僉事。